# ナターシャ・マケルホーン
ナターシャ・マケルホーン（Natascha McElhone、出生名：Natascha Abigail Taylor、1971年12月14日 - ）は、イギリスの女優。

## 来歴
ロンドンで生まれ、ブライトンで育つ。両親は共にアイルランド人。2歳の時に両親は離婚。ロサンゼルス在住の兄と、ストックホルム在住の異母兄弟がいる。
1990年よりロンドンの演劇学校London Academy of Music and Dramatic Art (LAMDA) で3年学び、舞台俳優となる。シェイクスピア作『リチャード三世』『夏の夜の夢』、アレクサンドル・デュマ作『モンテ・クリスト伯』、チェーホフ作『櫻の園』などの舞台に立った。
『ルース・レンデル・ミステリー／ウェクスフォード警部シリーズ10 無慈悲な鴉』（1990年）でTV出演を始め、『Bergerac』、『アブソリュートリー・ファビュラス』（シーズン2第2話「死」）といった人気シリーズのエピソードにナターシャ・テイラー名義で出演した。
卒業後、現在の名に改名し、TVシリーズ『修道士カドフェル』のエピソード「聖域の雀」（1994年）などに出演する。
1995年、夏のリージェント・パーク野外公演での『リチャード三世』の演技に注目したジェイムズ・アイヴォリーは、『サバイビング・ピカソ』のヒロイン、フランソワーズ・ジロー役に大抜擢し、1996年映画主演デビューを飾る。これが一躍評判となり、ブラッド・ピット、ジム・キャリー、ジョージ・クルーニー、ロバート・デ・ニーロらハリウッドのトップスターと共演する。
2006年春には10年振りにウェストエンドの舞台に戻り、ダイアナ・リグと『Honour』で共演した。
2007年よりTVシリーズ『カリフォルニケーション』の元妻カレン役でデイヴィッド・ドゥカヴニーと共演して評判となり、2014年まで演じた。
2014年、トレヴァー・ナン演出による舞台版『Fatal Attraction』で、原作映画『危険な情事』ではグレン・クローズが怪演したアレックス役に挑んだ。
2015年、ブルース・ベレスフォード監督による映画『Henry Joseph Church』でエディ・マーフィと共演。

## 私生活
1998年5月19日に整形外科医と結婚。2000年に長男が、2003年に次男が誕生。第3子を妊娠中だった2008年5月20日、夫が心臓発作で亡くなった。

## 主な出演作品

### 映画
| 年   | 題名                                                             | 役名                   | 備考       |
| ---- | ---------------------------------------------------------------- | ---------------------- | ---------- |
| 1996 | サバイビング・ピカソ Surviving Picasso                           | フランソワーズ・ジロー |            |
| 1997 | デビル The Devil's Own                                           | メーガン・ドハーティ   |            |
| 1997 | ダロウェイ夫人 Mrs. Dalloway                                     | 若い日のクラリッサ     |            |
| 1998 | トゥルーマン・ショー The Truman Show                             | ローレン／シルヴィア   |            |
| 1999 | RONIN Ronin                                                      | ディアドラ             |            |
| 2000 | 恋の骨折り損 Love's Labour's Lost                                | ロザリン               |            |
| 2000 | バイオ・ディザスター Contaminated Man                            | ホリー・アンダーソン   |            |
| 2002 | キリング・ミー・ソフトリー Killing Me Softly                     | デボラ                 |            |
| 2002 | しあわせの法則 Laurel Canyon                                     | サラ                   |            |
| 2002 | フィアー・ドット・コム FeardotCom                                | テリー・ヒューストン   |            |
| 2002 | シティ・オブ・ゴースト City of Ghosts                            | ソフィー               |            |
| 2002 | ソラリス Solaris                                                 | レイア・ケルヴィン     |            |
| 2003 | ブーリン家の姉妹 The Other Boleyn Girl                           | メアリー・ブーリン     | テレビ映画 |
| 2004 | ラヴェンダーの咲く庭で Ladies in Lavender                        | オルガ・ダニロフ       |            |
| 2006 | ビッグ・トラブル Big Nothing                                     | ペネロピ・ウッド       |            |
| 2009 | ムーンプリンセス 秘密の館とまぼろしの白馬 The Secret of Moonacre | ラヴデイ               |            |
| 2010 | 刑事トム・ソーン 声なき目撃者 Thorne: Sleepyhead                 | アン・コバーン         |            |
| 2013 | Romeo and Juliet                                                 | キャビュレット夫人     |            |
| 2015 | Henry Joseph Church                                              | マリー                 |            |

### テレビシリーズ
| 年        | 題名                                         | 役名                                   | 備考                   |
| --------- | -------------------------------------------- | -------------------------------------- | ---------------------- |
| 2005      | 黙示録 ～神の暗号を解く Revelations          | シスター・ジョセファ・モンタフィオール | ミニシリーズ           |
| 2007      | CIA ザ・カンパニー The Company               | エリザベト                             | ミニシリーズ           |
| 2007-2013 | カリフォルニケーション Californication       | カレン                                 | 65エピソード           |
| 2016-2018 | サバイバー：宿命の大統領 Designated Survivor | アレックス・カークマン                 | 31エピソード           |
| 2022      | ザ・クラウン The Crown                       | ペネロピ・ナッチブル                   | メインキャスト         |
| TBA       | Young Sherlock Holmes                        | シャーロックの母親                     | Amazonオリジナルドラマ |